# Пуэрто-Беррио
Пуэ́рто-Берри́о (исп. Puerto Berrío) — город и муниципалитет на севере Колумбии, на территории департамента Антьокия. Входит в состав субрегиона Магдалена-Медио.

## История
Поселение из которого позднее вырос город было основано 1 сентября 1875 года. Муниципалитет Пуэрто-Беррио был выделен в отдельную административную единицу в 1881 году.

## Географическое положение
Город расположен в восточной части департамента, на левом берегу реки Магдалена, на расстоянии приблизительно 125 километров к востоку-северо-востоку (ENE) от Медельина, административного центра департамента. Абсолютная высота — 70 метров над уровнем моря.

Муниципалитет Пуэрто-Беррио граничит на севере с муниципалитетами Йондо и Ремедиос, на северо-западе — с муниципалитетом Йоломбо, на западе — с муниципалитетом Масео, на юго-западе — с муниципалитетом Караколи, на юге — с муниципалитетом Пуэрто-Наре и территорией департамента Бояка, на востоке — территорией департамента Сантандер. Площадь муниципалитета составляет 1184 км².

## Население
По данным Национального административного департамента статистики Колумбии, совокупная численность населения города и муниципалитета в 2012 году составляла 44 431 человека.
Динамика численности населения муниципалитета по годам:
| 2005   | 2006   | 2007   | 2008   | 2009   | 2010   | 2011   | 2012   |
| ------ | ------ | ------ | ------ | ------ | ------ | ------ | ------ |
| 38 953 | 39 726 | 40 485 | 41 258 | 42 038 | 42 829 | 43 617 | 44 431 |

Согласно данным переписи 2005 года мужчины составляли 47,5 % от населения Пуэрто-Беррио, женщины — соответственно 52,5 %. В расовом отношении белые и метисы составляли 86,9 % от населения города; негры, мулаты и райсальцы — 12,9 %, индейцы — 0,2 %.
Уровень грамотности среди всего населения составлял 84,8 %.

## Экономика
Экономика Пуэрто-Беррио связана с транзитным потоком товаров, перевозимых посредством железнодорожного и речного видов транспорта, а также с сельскохозяйственным производством.

56 % от общего числа городских и муниципальных предприятий составляют предприятия торговой сферы, 32,1 % — предприятия сферы обслуживания, 10,7 % — промышленные предприятия, 1,2 % — предприятия иных отраслей экономики.

## Транспорт
Сообщение Пуэрто-Беррио с другими городами Колумбии осуществляется посредством железнодорожного, речного и автомобильного транспорта. В двух километрах к югу от города расположен одноимённый аэропорт (ICAO: SKPR, IATA: PBE).